# Star Trek: Picard temporada 3
La tercera i última temporada de la sèrie de televisió estatunidenca Star Trek: Picard presenta el personatge Jean-Luc Picard l'any 2401 quan es retroba amb l'antiga tripulació de comandament de la USS Enterprise (Geordi La Forge, Worf, William Riker, Beverly Crusher, Deanna Troi i Data) mentre s'enfronta a un misteriós enemic que està caçant el fill de Picard. La temporada va ser produïda per CBS Studios en associació amb Secret Hideout, Weed Road Pictures i Roddenberry Entertainment, amb Terry Matalas com a productor creador.
Patrick Stewart interpreta Picard, repetint el seu paper de la sèrie Star Trek: La nova generació, així com d'altres mitjans de Star Trek. Jeri Ryan, Michelle Hurd i Ed Speleers també hi participen. La temporada compta amb estrelles convidades que també reprenen els seus papers de mitjans anteriors de "Star Trek", incloent-hi els coprotagonistes de Stewart a "La nova generació" Jonathan Frakes (Riker), Gates McFadden (Crusher), LeVar Burton (La Forge), Michael Dorn (Worf), Marina Sirtis (Troi) i Brent Spiner (Data). Una tercera temporada de "Picard" va rebre informalment llum verda el gener de 2020, cosa que va permetre que es filmés consecutivament amb la segona temporada. Algunes escenes de la tercera temporada es van filmar durant la producció de la segona, que va començar a Califòrnia el febrer de 2021, abans que el rodatge passés completament a la tercera al setembre. Stewart va anunciar oficialment la temporada poc després, i el rodatge va acabar el març de 2022. El retorn dels altres membres del repartiment de "La nova generació" es va confirmar un mes després. Matalas esperava fer de la temporada un final satisfactori per a la història de Picard i tot el repartiment de "La nova generació".
La temporada es va estrenar al servei de streaming Paramount+ el 16 de febrer de 2023 i va durar 10 episodis fins al 20 d'abril. Va ser elogiada per la crítica i nominada a dos Premis Primetime Creative Arts Emmy, així com a diversos altres premis.

## Episodis
| Núm. total | Núm. de la temporada | Títol                 | Direcció          | Guió                               | Data d'emissió original |
| --- | -------------------- | --------------------- | ----------------- | ---------------------------------- | ----------------------- |
| 21 | 1                    | «The Next Generation» | Doug Aarniokoski  | Terry Matalas                      | 16 de febrer de 2023    |
| Al segle XXV, la Dra. Beverly Crusher i el seu fill Jack són atacats a bord del SS Eleos. Beverly resulta ferida i envia un missatge d'emergència al seu antic capità de la Flota Estel·lar, l'almirall retirat Jean-Luc Picard. Picard i la seva parella romàntica, la Laris, estan planejant un viatge a Chaltok IV quan ell rep el missatge, i ella l'anima a anar-hi. La Beverly havia dit a Picard que no involucrés la Flota Estel·lar, així que ell va a veure el seu antic primer oficial, el capità William Riker. Riker i Picard organitzen una inspecció sorpresa de l'USS Titan-A, el successor de l'antiga nau USS Titan (NCC-80102) de Riker, planejant convèncer el seu capità, Liam Shaw, que vagi a la ubicació de la Beverly sense revelar per què. Shaw s'hi nega, però el seu primer oficial és l'amiga de Picard, Set de Nou, que ignora les ordres de Shaw i canvia el rumb del Titan. A M'talas Prime, l'oficial d'intel·ligència de la Flota Estel·lar, Raffi Musiker, busca un dispositiu portal robat que el seu misteriós controlador tem que s'utilitzarà en un atac terrorista; no el troba abans que s'utilitzi per destruir una instal·lació de la Flota Estel·lar. Picard i Riker pugen a bord de l'Eleos a través d'una llançadora i troben la Beverly en estasi. Coneixen en Jack quan apareix una gran nau. |                      |                       |                   |                                    |                         |
| 22 | 2                    | «Disengage»           | Doug Aarniokoski  | Christopher Monfette & Sean Tretta | 23 de febrer de 2023    |
| Picard atura la gran nau, l'Shrike, abans que transporti Jack de lEleos, però aquest captura lEleos amb un raig tractor. Set persuadeix Shaw perquè intervingui, i Beverly és transportada a l'infermeria del Titan mentre que Picard, Riker i Jack són portats al pont. El capità de lShrik, un caçador de recompenses anomenat Vadic, revela que Jack és un criminal intergalàctic amb una gran recompensa pel cap. Shaw fa arrestar Jack i té la intenció d'entregar-lo per salvar la tripulació, malgrat les protestes de Picard i Riker. L'encarregat de Raffi li ordena que deixi d'investigar l'atac, però ella es reuneix amb el criminal Ferengi Sneed amb l'esperança de trobar els responsables. Sneed gairebé la mata, però ell mateix és assassinat pel encarregat de Raffi, Worf. Jack escapa de la custòdia i intenta transportar-se fins al Shrike en un intent de salvar la seva mare, però Riker ajuda Beverly a arribar al pont, i quan Picard la veu aleshores s'adona que Jack és el seu fill d'una breu relació que va tenir amb la Beverly dècades abans. Sabent que Picard no el lliurarà, Shaw ordena que el «Titan» vagi a una nebulosa propera mentre Vadic el persegueix. |                      |                       |                   |                                    |                         |
| 23 | 3                    | «Seventeen Seconds»   | Jonathan Frakes   | Jane Maggs & Cindy Appel           | 2 de març de 2023       |
| El Shrike ataca el Titan, ferint Shaw, que transfereix el comandament a Riker. Beverly diu que no li va dir a Picard sobr Jack per mantenir el seu fill fora de perill dels seus enemics. Riker intenta escapar de la nebulosa, però el «Shrike» els acorrala utilitzant tecnologia de portal. Picard aconsella a Riker que atregui el "Shrike" a una trampa, però Riker vol fugir i prioritzar salvar la tripulació. Jack i Set dedueixen que Vadic està rastrejant una fuita de gas al "Titan" i troben un alferes sabotejant la nau. Es revela que és un canviant i escapa de la seva custòdia. Utilitzant el mercant "La Sirena", Raffi i Worf capturen un criminal que creuen que és responsable de l'atac a M'talas Prime. Descobreixen que també és un canviant, que forma part d'un grup que ha estat lluitant contra la Federació des del final de la Guerra del Domini, i s'adonen que l'atac només era una distracció. Convençut per la insistència de Picard que contraataquin, Riker dispara contra el "Shrike". Les seves armes es redirigeixen cap a ells amb un portal i el "Titan" pateix greus danys. Riker culpa a Picard i li ordena que surti del pont mentre deriven cap a una anomalia gravitacional a la nebulosa. |                      |                       |                   |                                    |                         |
| 24 | 4                    | «No Win Scenario»     | Jonathan Frakes   | Terry Matalas & Sean Tretta        | 9 de març de 2023       |
| Amb només unes poques hores d'energia restants al Titan, Riker admet que Picard tenia raó i li suggereix que passi els seus últims moments unint-se a Jack. A l'holocoberta, Picard i Jack expliquen algunes de les seves experiències. S'hi uneix Shaw, que relata amargament la seva experiència com a enginyer de la Flota Estel·lar durant la Batalla de Wolf 359, quan Picard havia estat assimilat pels Borg i atacava la Federació com a "Locutus dels Borg". Vadic, que és un canviant, rep l'ordre de perseguir el "Titan" a tota costa. Fer-ho dins de la nebulosa requereix la desvinculació de la tecnologia del portal. Jack, Riker, Beverly i Picard tracen un pla arriscat per utilitzar un pols d'energia de la nebulosa per recarregar els sistemes del "Titan". Shaw i Set els ajuden a tenir èxit, i Set identifica i mata l'impostor canviant. El "Titan" fa malbé el "Shrike" en sortir de la nebulosa, que "dóna a llum" a moltes criatures espacials semblants a les meduses. Mentre s'allunyen, Picard s'adona que va conèixer breument Jack cinc anys abans i, sense voler, va rebutjar el seu intent de connexió. Sol, Jack té al·lucinacions vívides i sent veus que el criden. |                      |                       |                   |                                    |                         |
| 25 | 5                    | «Imposters»           | Dan Liu           | Cindy Appel & Chris Derrick        | 16 de març de 2023      |
| Riker retorna el comandament del Titan a Shaw, que contacta amb la Flota Estel·lar. L'USS Intrepid arriba per arrestar Picard i Riker, liderats per la comandant Ro Laren que va trair la Flota Estel·lar i Picard anys abans, però que des de llavors ha tornat de la presó. Ro obliga Picard a entrar a la holocoberta, on revela les seves sospites que la conspiració dels canviants ha compromès els nivells més alts de la Flota Estel·lar. Picard es reconcilia amb Ro i ella li dóna la seva preuada arracada bajorana. Quan Ro torna a l'"Intrepid" amb la llançadora, descobreix una bomba col·locada per sabotejadors canviants i decideix volar fins a l'"Intrepid", sacrificant-se i fent malbé la nau. Els sabotejadors intenten transportar Jack fora del "Titan", però les seves visions l'influeixen perquè els mati. Picard i Riker s'adonen que l'arracada conté la intel·ligència que Ro va recollir sobre els canviants i que també és un comunicador. Worf i Raffi descobreixen que alguna cosa a més de la tecnologia del portal va ser robada de l'estació Daystrom. Worf intenta contactar amb el seu propi supervisor, Ro, i arriba a Picard i Riker. Mentre el "Titan" fuig de l'"Intrepid" danyat, en Jack revela les seves visions a Beverly.                                                                     |                      |                       |                   |                                    |                         |
| 26 | 6                    | «The Bounty»          | Dan Liu           | Christopher Monfette               | 23 de març de 2023      |
| Worf i Raffi s'uneixen a la Titan i es transporten a l'estació Daystrom amb en Riker. Al mateix temps, arriben diverses naus de la Flota Estel·lar i en Picard es veu obligat a fugir amb el Titan. Demana ajuda a Geordi La Forge, el seu antic enginyer en cap, que ara és un comodor a càrrec del Museu de la Flota Estel·lar. L'equip de Daystrom descobreix un ésser sintètic creat pel difunt Altan Inigo Soong que conté els seus records juntament amb els dels antics androides Data, B-4, Lal i Lore. Jack i les filles de La Forge, Sidney i Alandra, agafen un dispositiu de camuflatge d'una nau klíngon del museu perquè el Titan es pugui amagar de la Flota Estel·lar, i Geordi accepta de mala gana unir-s'hi. Tornen a Daystrom i recuperen Worf, Raffi i l'ésser sintètic, que Geordi reactiva. Les dades revelen que els canviants van robar el cos original de Picard, que va morir de la malaltia neurològica Síndrome Irumodica; la ment de Picard va ser transferida al seu propi cos sintètic. Beverly creu que Jack va heretar la Síndrome Irumodica de Picard. Riker és capturat per Vadic, que revela que ja ha capturat la seva dona, Deanna Troi. |                      |                       |                   |                                    |                         |
| 27 | 7                    | «Dominion»            | Deborah Kampmeier | Jane Maggs                         | 30 de març de 2023      |
| Picard creu que els canviants volen crear una rèplica perfecta d'ell mateix per atacar les properes celebracions de la Flota Estel·lar pel 250è Dia de la Frontera. Geordi intenta mantenir el control del cos sintètic per part de Data, ja que és superat pel malvat Lore. Picard idea un pla que atrapa Vadic i la seva tripulació al Titan amb camps de força, utilitzant Jack, que està desenvolupant la telepatia, com a esquer. Picard i Beverly interroguen Vadic i ella revela que està buscant Jack per algú altre. També explica que va ser una dels deu canviants amb qui els metges de la Flota Estel·lar van experimentar per desenvolupar una raça de superespies. Després de la seva fugida, va jurar venjança i va formar la facció rebel dels canviants, prenent la forma del seu torturador. Beverly confirma aquests fets, i Picard decideix que ha de matar Vadic. Tanmateix, Geordi no aconsegueix reviure Data a temps per evitar que Lore s'apoderi dels ordinadors de "Titan" i desactivi els camps de força, permetent que Vadic i els seus subordinats escapin. Capturen Set, Shaw i la resta de la tripulació del pont. Vadic li diu a Jack que coneix la seva veritable naturalesa i li demana que vingui al pont.                                                                                                |                      |                       |                   |                                    |                         |
| 28 | 8                    | «Surrender»           | Deborah Kampmeier | Matt Okumura                       | 6 d'abril de 2023       |
| Vadic amenaça d'executar la tripulació si Jack no es rendeix, cosa que fa després que ella mati un tinent. Data s'adona que no pot dominar Lore i, en canvi, lliura els seus records, que consumeixen Lore i permeten a Data el control total del cos. La resta de la tripulació corre cap al nucli de l'ordinador per connectar Data als sistemes del Titan, que es reprograma per protegir Jack i ventilar el pont, matant Vadic. A bord del Shrike, Worf i Raffi rescaten Riker i Troi, que van passar gran part de la seva detenció discutint els seus problemes matrimonials. Troben el cos original de Picard i descobreixen que els canviants han extirpat porcions del lòbul parietal, concretament aquelles suposadament infectades amb la síndrome Irumodica. Després de descarregar la base de dades del Shrike, el grup és transportat al Titan i el Shrik és destruït. La tripulació reunida de l'USS Enterprise-D de Picard es reuneix a la sala d'informació del Titan per discutir els seus propers moviments. Amb el Dia de la Frontera a poques hores de distància i l'abast complet del pla dels canviants encara desconegut, Troi intenta ajudar a Jack a descobrir la veritat darrere de les seves visions utilitzant les seves pròpies habilitats empàtiques.                                                            |                      |                       |                   |                                    |                         |
| 29 | 9                    | «Võx»                 | Terry Matalas     | Sean Tretta & Kiley Rossetter      | 13 d'abril de 2023      |
| Troi descobreix que les visions de Jack provenen dels Borg i que la suposada síndrome irumòdica de Picard era en realitat tecnologia orgànica Borg no detectada de la seva època com a Locutus. Aquesta va passar a Jack i es va activar mentre es desenvolupava el seu còrtex frontal. Els canviants van robar el cos original de Picard per poder copiar aquesta tecnologia als sistemes de transport de la Flota Estel·lar i infectar oficials menors de 25 anys. Jack utilitza les seves visions per trobar la Reina Borg, amb la intenció de matar-la, però és assimilat. Sobre la Terra, l'almirall de flota Elizabeth Shelby a l'USS Enterprise-F omença les celebracions del Dia de la Frontera i inicia el nou protocol de "Formació de la Flota" que connecta totes les naus de la Flota Estel·lar. La Reina Borg utilitza Jack per activar la tecnologia en la joventut de la Flota Estel·lar, assimilant-los i prenent el control de la flota; Shelby mor. Shaw se sacrifica per permetre que Picard i l'antiga tripulació de lEnterprise-D escapin, i lliura el comandament de la Titan a Set abans de morir. Al Museu de la Flota Estel·lar, Geordi revela que ha restaurat l'Enterprise-D, que ara és l'única nau de la Flota Estel·lar en funcionament que no és controlada pels Borg.                                         |                      |                       |                   |                                    |                         |
| 30 | 10                   | «The Last Generation» | Terry Matalas     | Terry Matalas                      | 20 d'abril de 2023      |
| La tripulació de l' Enterprise-D troba el cub Borg de la reina als núvols de Júpiter. Picard, Riker i Worf pugen a bord del cub i el troben ple de drons Borg morts amb què la reina s'ha estat mantenint. La flota assimilada destrueix els escuts planetaris de la Terra i comença a atacar les principals ciutats. Picard es connecta al col·lectiu Borg i rescata Jack de la influència de la reina. Data fa volar l'Enterprise-D a través del cub perquè puguin recuperar Picard, Jack, Riker i Worf. Destrueixen el Cub, matant la Reina i tornant el personal assimilat de la Flota Estel·lar a la normalitat. Picard i la seva tripulació reben indults complets i l'"Enterprise"-D és retornat al museu. Crusher modifica els transportadors de la Flota Estel·lar per eliminar la tecnologia Borg i exposar els infiltrats canviants restants. Un any més tard, la "Titan" és rebatejada com a USS Enterprise-G amb Set com a capitana, Raffi com a primer oficial i Jack, ara alferes de la Flota Estel·lar, com a conseller especial. La tripulació de l'"Enterprise"-D recorda el passat mentre pren una copa i juga a pòquer. Més tard, Jack rep la visita de l'ésser extradimensional Q que li diu que el judici de Jack tot just ha començat.                                                                                  |                      |                       |                   |                                    |                         |

## Repartiment i personatges

### Principal
- Patrick Stewart com a Jean-Luc Picard[1]
- Jeri Ryan com a Set de Nou[2]
- Michelle Hurd com a Raffi Musiker[2]
- Ed Speleers com a Jack Crusher[3]

### Recurrent
- Jonathan Frakes com a William Riker[1]
- Gates McFadden com a Beverly Crusher[1]
- Todd Stashwick com a Liam Shaw[4]
- Ashlei Sharpe Chestnut com a Sidney La Forge[5]
- Michael Dorn com a Worf[1]
- Amanda Plummer com a Vadic[5]
- Marina Sirtis com a Deanna Troi[1]
- LeVar Burton com a Geordi La Forge[1]
- Brent Spiner com a Data / Lore i Altan Inigo Soong[6]
- Mica Burton com a Alandra La Forge[5]

### Notables convidats
- Orla Brady com a Laris[7]
- Thomas Dekker com a Titus Rikka[8]
- Michelle Forbes com a Ro Laren[9]
- Daniel Davis com a Professor Moriarty[6]
- Tim Russ com a Tuvok[10]
- Alice Krige com a veu de la Reina Borg[11]
- Elizabeth Dennehy com a Elizabeth Shelby[12]
- Majel Barrett com a veu de l'ordinador de l' Enterprise-D[13]
- Walter Koenig com a Anton Chekov[14]
- John de Lancie com a Q[15]

## Producció

### Desenvolupament
El febrer de 2019, durant el desenvolupament de la sèrie Star Trek: Picard, l'estrella Patrick Stewart va dir "estem preparats per a possiblement tres anys d'aquesta sèrie". Es va informar que el productor creador Michael Chabon i els guionistes havien començat a treballar en una segona i tercera temporada el gener de 2020, amb Terry Matalas unint-s'hi per omplir el buit que es crearia amb la marxa prevista de Chabon a finals d'aquell any. La CBS va anunciar oficialment la segona temporada, però no va confirmar el vistiplau informal per a la tercera temporada. La segona i tercera temporades estaven programades per ser filmades seguides, per estalviar costos i simplificar la programació. Matalas es va convertir en co-productor creador de la segona temporada amb el productor executiu Akiva Goldsman, però a mitja producció de la temporada, Matalas va passar a ser l'únic productor creador de la tercera. Això va passar més tard del previst a causa de la pandèmia de COVID-19 i problemes amb l'escriptura de la segona temporada. Matalas va portar diversos creatius de la seva sèrie 12 Monkeys per treballar en la tercera temporada, inclosos els guionistes Christopher Monfette i Sean Tretta, l'editor Drew Nichols, el compositor Stephen Barton i diversos actors. Stewart va anunciar oficialment la tercera temporada al setembre. 2021, poc després que comencés el rodatge. El febrer de 2022, Goldsman va confirmar que la tercera temporada seria l'última de la sèrie.

### Escriptura
La tercera temporada comença poc més d'un any després de la segona. Explica una nova història, tot i que les dues temporades s'han desenvolupat juntes, i Matalas va dir que la tercera temporada era "increïblement diferent" de les dues primeres. Esperava que fos una conclusió satisfactòria per a la història de Picard, i va dir que seria menys íntima i tindria algunes "idees revolucionàries de l'Univers Star Trek". Matalas va afegir que alguns elements de Star Trek: La sèrie original i les pel·lícules protagonitzades pel repartiment de la Sèrie original s'utilitzarien a la temporada per "unir alguns Star Trek", incloent-hi el port espacial i el xiulet del contramaestre d'aquestes pel·lícules. La temporada també té referències a les idees de les pel·lícules "més nàutiques, de pel·lícula de submarins del gat i la rata". Star Trek 2: La còlera del Khan (1982) va ser una "pedra de toc important" per a la temporada, que presenta jocs mentals entre Picard i un nou dolent.
L'abril de 2022, quan es va revelar que altres membres del repartiment de Star Trek: La nova generació protagonitzarien la temporada, Matalas va recordar haver vist aquella sèrie de petit i va dir que era "és molt apropiat que la història de Jean-Luc Picard acabi honorant el principi, amb els seus amics més estimats i lleials de l'USS Enterprise". Els productors van considerar que l'aparició final del grup a la pel·lícula Star Trek: Nemesis (2002) no havia estat un comiat adequat i volien utilitzar la temporada final de Picard per "comiadar-los com cal", similar al que la pel·lícula Star Trek VI: The Undiscovered Country (1991) havia fet pel repartiment de la Sèrie Original. Aquesta va ser la presentació principal de Matalas a Stewart i els altres actors que tornaven, i va desenvolupar cadascuna de les seves històries amb ells per evitar explicar una història amb la qual no estaven contents. Ell tenia com a objectiu crear finals que també prometessin més història per als personatges. Kurtzman va dir que la temporada es prendria el seu temps per mostrar on es troba cada personatge abans de reunir-los a tots, que Matalas va comparar amb Star Wars: El despertar de la força (2015) que revela on es troben els personatges originals de Star Wars després de molts anys. Matalas també va comparar la temporada amb una versió serialitzada d'una vuitena temporada teòrica de La nova generació, i va dir que era "passar el testimoni d'una generació a la següent" com quan els actors de la sèrie original eren convidats a La nova generació. Va suggerir que un títol més apropiat per a la temporada seria Star Trek Legacy en lloc de Star Trek: Picard. però tot i així sentia que era "veritablement una història de Picard".
Hi va haver debats sobre l'ús del nou col·lectiu Borg que s'introdueix al final de la segona temporada, incloent-hi aclarir qui és aquest grup en relació amb els Borg originals explorant l'anomalia que descobreixen a la segona temporada, i fent-los ajudar a derrotar la Reina Borg original al final de la tercera temporada. Matalas va dir que van evitar les escenes amb molta exposició que explicaven qui és el nou col·lectiu Borg perquè consideraven que no serien interessants per al públic. L'anomalia no es va incloure perquè els guions de la tercera temporada ja estaven massa avançats quan es va introduir aquesta idea als guions de la segona temporada, i no li agradava la idea que els nous Borg lluitessin contra els Borg originals. Per a aquest últim, també va qüestionar l'ús de recursos per a un moment tan petit, i va considerar que això restaria valor a la narració que es feia amb Set de Nou i l'«Enterprise»-D al final.

### Càsting
Quan es va desenvolupar originalment la sèrie, l'equip creatiu va discutir no recuperar cap altre personatge de "La nova generació" per permetre que "Picard" es mantingués sola i no depengués de la nostàlgia. Part d'això era permetre que els nouvinguts que no havien vist la sèrie anterior poguessin gaudir de "Picard". Tanmateix, els guionistes volien ser respectuosos amb els fans de tota la vida de "Star Trek" i van sentir que estaven perdent oportunitats en no incloure certs personatges, així que van decidir afegir alguns convidats que tornaven i que servien orgànicament a la nova història. El gener de 2020, Stewart va dir que esperava que tot el repartiment principal de "La nova generació" aparegués a "Picard" abans del final de la sèrie.
L'abril de 2022, es va confirmar que els membres del repartiment de "La nova generació" protagonitzarien la tercera temporada amb Stewart: LeVar Burton com a Geordi La Forge, Michael Dorn com a Worf, Jonathan Frakes com a William Riker, Gates McFadden com a Beverly Crusher, Marina Sirtis com a Deanna Troi i Brent Spiner. Matalas va confirmar que aquestes no serien breus cameos i va dir que tot el repartiment apareixeria junt a la temporada. Després d'evitar inicialment tornar a portar tot el repartiment, el productor executiu Alex Kurtzman va dir que tenien una bona raó argumental per reunir-los a la tercera temporada i que els productors sentien que s'havien guanyat el dret a fer-ho després de les dues primeres temporades. McFadden va dir que li encantava la història que s'havia escrit per al repartiment a la temporada, mentre que Sirtis va dir que havien estat "estimats" pels productors en contrast amb la seva experiència a Nemesis. Burton va dir que estaria content si no tornés a interpretar La Forge després de poder "posar un punt al final d'aquesta frase i tancar el llibre" sobre el personatge. amb aquesta temporada. Després que Spiner decidís que no tornaria a interpretar el seu personatge de "La nova generació" Data després de la primera temporada, Matalas va dir que interpretaria un "nou personatge antic que mai heu vist abans" que connecta amb la trama de la tercera temporada. Es va revelar a l'octubre de 2022 que era una versió de l'androide Lore, el bessó malvat de Data.
Wil Wheaton, que va protagonitzar Wesley Crusher a "La nova generació" i va fer un cameo al final de la segona temporada, no va ser inclòs a la temporada. Després de l'estrena del final de la segona temporada al maig de 2022, els personatges habituals de la sèrie Santiago Cabrera, Alison Pill, Evan Evagora i Isa Briones van revelar que no tornaven per a la tercera temporada. Jeri Ryan, Michelle Hurd i Orla Brady sí que van tornar com a Set de Nou, Raffi Musiker i Laris, respectivament. Matalas va dir que les limitacions de pressupost i temps significaven que s'havien de prendre algunes "decisions difícils" sobre quins personatges tornar a portar per a la temporada, especialment amb la necessitat de fitxar tots els actors de la "La nova generació" que tornen.
Matalas va declarar a finals de maig que el dolent de la temporada havia estat retratat per un actor conegut que no havia aparegut abans a "Star Trek", i va dir que havien donat "un dels grans actuacions de vilans de "Star Trek" de tots els temps". Aquell juny, Burton va revelar que la seva filla Mica havia estat escollida com una de les filles de La Forge a la temporada. A l'agost, Matalas va dir que hi hauria més "personatges llegats" que apareixerien a la temporada a més del repartiment principal de La nova generació. Els guionistes van considerar incloure una versió adulta del personatge de Star Trek: Voyager Naomi Wildman per a una seqüència específica que finalment es va considerar massa cara de filmar. També aquell mes, Denise Crosby va dir que el seu personatge de La nova generació Tasha Yar apareixeria a la temporada, tot i que l'actriu havia declarat anteriorment que no havia participat en la sèrie durant el rodatge. Matalas aviat va confirmar que el personatge apareixeria a la temporada com a referència al seu paper a La nova generació. A la New York Comic Con d'octubre, es va revelar que Amanda Plummer interpretaria el dolent de la temporada, Vadic. El seu pare Christopher Plummer havia interpretat anteriorment un dolent no relacionat de Star Trek, General Chang a la pel·lícula Star Trek VI: The Undiscovered Country (1991). A més, es va anunciar que Daniel Davis repetiria el seu paper de La nova generació com un holograma sensible del personatge literari d'Arthur Conan Doyle Professor Moriarty, es va confirmar l'elecció de Mica Burton com a Alandra, la filla petita de La Forge, i es va revelar que Ashlei Sharpe Chestnut interpretaria la filla gran de La Forge, Sidney.
El gener de 2023, es va anunciar que Ed Speleers interpretaria un nou personatge regular a la sèrie. Es va revelar que era Jack Crusher, el fill de Picard i Beverly Crusher. Al mateix temps, es va revelar que Todd Stashwick tenia un paper recurrent com a capità de l'USS Titan, Liam Shaw. Stashwick havia protagonitzat anteriorment 12 Monkeys i també havia tingut un paper convidat a Star Trek: Enterprise. Altres membres de la tripulació del Titan eren Chestnut com a oficial timoner Sidney La Forge, Stephanie Czajkowski com a oficial científic de vulcanià T'Veen, Joseph Lee com a l'oficial tàctic bajorà Matthew Arliss Mura, i Jin Maley com a oficial de comunicacions haliià Kova Rin Esmar. Thomas Dekker, que va interpretar el fill imaginari de Picard, Thomas, a la pel·lícula Star Trek: Generations (1994) i va tenir un paper convidat a Voyager, apareix com un canviant fent-se passar pel criminal Titus Rikka.

### Disseny
Matalas va dir que cada temporada de Picard es diferenciaria visualment, però ell i el dissenyador de producció Dave Blass volien que la segona i tercera temporades tornessin a l'estil visual de l'era de la Nova generació. L'abril de 2022, Blass va anunciar que diversos membres de la tripulació de l'era "Star Trek: La nova generació" havia tornat a treballar a l'equip de disseny de Picard: l'enginyer gràfic per ordinador Ben Betts, el productor d'efectes visuals Dan Curry, el dissenyador d'escenografia Daren Dochterman, el dissenyador conceptual i artista d'efectes visuals Doug Drexler, el dissenyador de naus espacials John Eaves, el dissenyador gràfic Monica Fedrick, el dissenyador gràfic Alan Kobayashi, el dissenyador de producció Geoffrey Mandel, l'enginyer de vídeo Larry Markart, el supervisor de reproducció per ordinador Todd A. Marks, l'il·lustrador de producció Jim Martin, el director d'art Karl J. Martin i el dissenyador gràfic Michael Okuda, que va dissenyar el sistema informàtic LCARS per a La nova generació.
Kurtzman va dir que les pròtesis de Dorn per al personatge klíngon Worf coincidirien amb la seva aparença de la "La nova generació" i no es canviarien per coincidir amb els nous dissenys klíngon de Star Trek: Discovery. Worf utilitza una nova arma a la temporada anomenada "kur'leth", que va ser dissenyada per Curry, qui va dissenyar altres armes klíngon per a "La nova generació" com ara el bat'leth.
Els decorats de l'USS "Stargazer" de la segona temporada es van redissenyar per representar una nau estel·lar diferent a la tercera, l'USS "Titan". La "Titan" va aparèixer anteriorment a la sèrie animada "Star Trek: Lower Decks" com una nau de classe "Luna" dissenyada per Sean Tourangeau, però Matalas va considerar que el disseny era específic de l'era "La nova generació" i volia considerar nous dissenys que s'alineessin amb el disseny "Stargazer" de l'era "Picard". Va treballar amb Blass, Drexler i Eaves per determinar quin podria ser el disseny basat en possibles esdeveniments ficticis que afectarien les decissions del disseny de la Flota Estel·lar. Van decidir que alguns elements de disseny més antics d'abans de l'era de la "Nova Generació" es podrien recuperar per al nou període d'exploració científica, cosa que els va portar a crear l'USS "Titan"-A, una nova versió de la nau que va ser reacondicionada per presentar elements de disseny de la classe "Constitution" (basats en les naus espacials de l'era de la "Sèrie Original") després que l'original fos retirat. La nova nau és una nau de la classe "Neo-Constitution" o "Constitution III", i es basava en els dissenys del fan de "Star Trek" Bill Krause per a una nau d'estil "Constitution" de l'era de la "Sèrie Original" anomenada classe "Shangri-La". La temporada també revela que abans de la classe "Titan" de l'era de la "Nova Generació" hi havia una versió anterior de la nau que era de la classe "Shangri-La". Matalas va descriure l'USS "Titan"-A com una "nau de càrrega de llarg abast. Rememorant la classe "Constitution" que va ser dissenyada per a les llargues missions de 5 anys. És una nau d'exploració amb algunes capacitats de maniobra importants". Va comparar l'ús d'una nau d'estil antic amb Pete "Maverick" Mitchell, interpretat per Tom Cruise, pilotant un avió de combat P-51 Mustang dels anys 40 a Top Gun: Maverick (2022).
La temporada també presenta l'SS Eleos, una antiga nau científica i mèdica de la Flota Estel·lar que utilitza Beverly Crusher, així com un nou port espacial basat en el que es va introduir per primera vegada a Star Trek 3: A la recerca de Spock (1984). Matalas va afegir que l'USS Enterprise (NCC-1701-F) tindria un paper a la temporada. L'última Enterprise que apareix a la la cronologia oficial era l'USS Enterprise-E a Nemesis; l' Enterprise-F és una nau espacial de classe Odyssey que va ser dissenyada per Adam Ihle per a històries del segle XXV al videojoc Star Trek Online. El dissenyador i director d'art associat de Star Trek Online, Thomas Marrone, va construir el model digital de l'Enterprise-F, que va proporcionar a l'equip d'efectes visuals de Picard tal com va fer amb altres models de naus espacials per a la temporada anterior.

### Rodatge
El rodatge de la segona temporada va començar el 16 de febrer de 2021, i algunes escenes de la tercera temporada es van filmar al mateix temps. La producció es va dur a terme a Califòrnia, on la sèrie va rebre incentius fiscals per continuar filmant-hi després de la primera temporada. La segona i tercera temporades van tenir un dels equips de sèries de televisió més grans del moment, amb més de 450 membres de l'equip. A causa de la pandèmia de COVID-19, es van seguir unes directrius estrictes al plató i els membres del repartiment i l'equip van ser sotmesos a proves regulars. La fotografia principal de la segona temporada va acabar el 2 de setembre i la producció va passar completament al rodatge de la tercera.
Com en les temporades anteriors, el rodatge es va dividir en blocs de dos episodis. El director de producció de Picard, Doug Aarniokoski, va dirigir el primer bloc. Matalas volia que Joe Menendez, amb qui havia treballat a 12 Monkeys, tornés com a director de la segona temporada de Picard, però Menendez no va poder a causa d'un conflicte d'horaris amb la seva sèrie Kung Fu.:12:10–12:55 El director freqüent de Star Trek, Frakes, a qui els productors inicialment volien centrar-se en la seva actuació en lloc de dirigir durant la temporada, va intervenir per dirigir el segon bloc, i va completar el rodatge dels seus episodis a finals de desembre de 2021. Hi va haver una pausa en el rodatge per les vacances de Nadal i la producció es va reprendre el 3 de gener de 2022, però més de 50 membres de l'equip de producció i el repartiment principal va donar positiu per COVID-19 aquell dia. El rodatge de la temporada es va aturar immediatament, però es va reprendre el 7 de gener. Dan Liu i Deborah Kampmeier van dirigir els dos blocs d'episodis següents, i Matalas va dirigir l'últim bloc. Ja estava filmant el final de la sèrie el 28 de febrer. La producció de la sèrie es va acabar el 8 de març.

### Efectes visuals
Les interfícies d'usuari de les naus espacials van ser creades per l'empresa d'efectes visuals Twisted Media, basades en el sistema informàtic LCARS. Van fer referència als dissenys de "La nova generació" i a les pel·lícules d'aquella època, així com a la guia de referència Star Trek: The Next Generation Technical Manual (1991) de Rick Sternbach i Michael Okuda. Okuda va ser consultor sobre els dissenys LCARS de l'empresa, igual que Drexler, que també va proporcionar models digitals que es van integrar a les pantalles d'interfície. Durant dos episodis de la segona temporada, Todd A. Marks i la seva empresa de reproducció de vídeo Images on Screen van utilitzar una combinació de pantalles LG OLED i pantalles de projecció FlexGlass de Screen Innovations (combinades amb projectors de pantalla posterior) per mostrar les interfícies d'usuari al plató durant el rodatge. L'èxit de la tecnologia de projecció FlexGlass va fer que s'utilitzés molt més a la tercera temporada.

### Música
Stephen Barton, que torna a treballar amb Matalas de la sèrie 12 Monkeys, va substituir el compositor Jeff Russo de les dues primeres temporades. Barton i Matalas van començar a treballar en la banda sonora de la temporada l'abril de 2022, component nous temes junts, inclòs el tema per a l'USS Titan-A. Frederik Wiedmann va proporcionar música addicional per a la temporada, que Matalas va dir que era necessària a causa de l'abast de la banda sonora per als episodis posteriors.
Matalas va dir que la música de la temporada estava fortament influenciada per l'obra dels compositors Jerry Goldsmith i James Horner per a les pel·lícules de Star Trek. Va afegir que temes de quatre iteracions diferents de Star Trek s'utilitzarien juntes a la banda sonora, que Barton va descriure com una "carta d'amor de 6 hores i mitja en música" a Goldsmith, Horner i els compositors de la Nova generació. A finals de juliol, Barton i Matalas estaven gravant la banda sonora amb una orquestra de 80 persones a l'Eastwood Scoring Stage dels Warner Bros. estudis de Califòrnia. Craig Huxley va contribuir amb actuacions amb el blaster beam, un instrument que va inventar i que havia tocat anteriorment a la banda sonora de Star Trek: La pel·lícula (1979).
El gener de 2023, Matalas va dir que estaven discutint si publicar l'àlbum de la banda sonora abans de l'estrena de la temporada o esperar per evitar que es fes malbé el final. Va explicar que se'ls impedia publicar la banda sonora en diferents volums, com es feia per a altres sèries de televisió, a causa de les normes sindicals. La banda sonora va ser finalment publicada digitalment per Lakeshore Records el 20 d'abril, coincidint amb el llançament de l'episodi final de la temporada. Un segon volum va ser finalment publicat el 16 d'agost de 2024, amb música inèdita de la temporada. Tota la música de Stephen Barton i Frederik Wiedmann:
| 1.            | «Beverly Crusher»           | 3:02    |
| 2.            | «Old Communicator»          | 1:59    |
| 3.            | «Hello, Beautiful»          | 1:57    |
| 4.            | «Leaving Spacedock»         | 3:45    |
| 5.            | «I Like That Seven!»        | 3:29    |
| 6.            | «Breaking the Beam»         | 3:59    |
| 7.            | «The Shrike»                | 3:35    |
| 8.            | «Picard's Answer»           | 4:09    |
| 9.            | «Riker and Jack»            | 2:09    |
| 10.           | «Call Me Number One»        | 2:02    |
| 11.           | «No Win Scenario»           | 3:57    |
| 12.           | «Blood in the Water»        | 2:58    |
| 13.           | «Let's Go Home»             | 3:24    |
| 14.           | «Flying Blind»              | 5:51    |
| 15.           | «A New Family»              | 4:16    |
| 16.           | «Klingons Never Disappoint» | 5:32    |
| 17.           | «I Do See You»              | 5:27    |
| 18.           | «Legacies»                  | 3:16    |
| 19.           | «Evolution»                 | 2:44    |
| 20.           | «La Forges»                 | 2:08    |
| 21.           | «Invisible Rescue»          | 3:34    |
| 22.           | «Catch Me First»            | 2:33    |
| 23.           | «Proteus»                   | 3:46    |
| 24.           | «Dominion»                  | 7:05    |
| 25.           | «Lower the Partition»       | 3:39    |
| 26.           | «Get Off My Bridge»         | 4:26    |
| 27.           | «Family Reunion»            | 3:18    |
| 28.           | «Impossible»                | 1:37    |
| 29.           | «Frontier Day»              | 2:44    |
| 30.           | «Hail the Fleet»            | 4:03    |
| 31.           | «You Have the Conn»         | 3:44    |
| 32.           | «Make It So»                | 6:02    |
| 33.           | «This Ends Tonight»         | 3:08    |
| 34.           | «Battle on the Bridge»      | 2:59    |
| 35.           | «All That's Left»           | 2:02    |
| 36.           | «Annihilate»                | 3:06    |
| 37.           | «Trust Me»                  | 2:06    |
| 38.           | «The Last Generation»       | 2:51    |
| 39.           | «Where It All Began»        | 2:19    |
| 40.           | «The Missing Part of Me»    | 4:31    |
| 41.           | «Must Come to an End»       | 1:33    |
| 42.           | «A New Day»                 | 3:22    |
| 43.           | «Legacy and Future»         | 1:44    |
| 44.           | «Names Mean Everything»     | 1:44    |
| 45.           | «The Stars – End Credits»   | 3:00    |
| Durada total: | Durada total:               | 2:30:00 |

| 1.            | «Assimilated Delta»         | 0:24    |
| 2.            | «Captain's Log»             | 2:41    |
| 3.            | «Missing the Chase»         | 1:51    |
| 4.            | «You Have to Go»            | 2:11    |
| 5.            | «Old Fashioned Road Trip»   | 1:40    |
| 6.            | «You Are a Warrior»         | 2:44    |
| 7.            | «Son & Shrike Revealed»     | 2:56    |
| 8.            | «Basically a Saint»         | 1:20    |
| 9.            | «Legendary Admiral»         | 1:38    |
| 10.           | «Captain No»                | 2:38    |
| 11.           | «Worf Splinters In»         | 2:04    |
| 12.           | «Titan on the Run»          | 2:31    |
| 13.           | «Commander Seven»           | 0:55    |
| 14.           | «Jack Crushes It»           | 1:11    |
| 15.           | «The Relentless Shrike»     | 1:48    |
| 16.           | «Seventeen Seconds»         | 1:16    |
| 17.           | «Wolf 359»                  | 4:24    |
| 18.           | «What We Do Best»           | 3:17    |
| 19.           | «The Only Family I Need»    | 1:16    |
| 20.           | «Ro's Investigation»        | 2:19    |
| 21.           | «Worf Reunion, No Hugging»  | 1:25    |
| 22.           | «To Burgle Daystrom»        | 5:16    |
| 23.           | «The Marvelous Moriarty»    | 3:30    |
| 24.           | «An Enterprising Titan»     | 2:33    |
| 25.           | «Ol' Yellow Eyes Is Back»   | 4:44    |
| 26.           | «Imposter Voyager»          | 3:17    |
| 27.           | «I Am Vadic»                | 2:32    |
| 28.           | «Jackstral Projection»      | 3:21    |
| 29.           | «Finally Reunited»          | 1:15    |
| 30.           | «The Son of Locutus»        | 5:39    |
| 31.           | «Her Majesty Returns»       | 2:34    |
| 32.           | «Futile Resistance»         | 2:22    |
| 33.           | «An Honor Serving with You» | 3:57    |
| 34.           | «Future's End»              | 3:06    |
| 35.           | «Captain Seven»             | 1:21    |
| 36.           | «Welcome to the Enterprise» | 2:31    |
| 37.           | «Star Trek Legacy»          | 1:04    |
| 38.           | «End Credits»               | 1:48    |
| Durada total: | Durada total:               | 1:33:00 |

## Màrqueting
Inusualment per a un productor creador de televisió, Matalas va poder col·laborar amb el departament de màrqueting i l'editor de Paramount+, Drew Nichols, en els tràilers de la temporada, de manera que estaria content amb la quantitat d'informació que es va publicar abans d'hora. El 5 d'abril de 2022 es va publicar un teaser per celebrar el "Dia del Primer Contacte", que marca la festa fictícia en què es va fer el primer contacte entre humans i extraterrestres a l'univers "Star Trek". El tràiler incloïa l'anunci dels membres del repartiment de "La nova generació" que tornaven amb veu en off d'aquests actors i imatges de Picard mirant un uniforme vell. Un altre tràiler es va publicar durant el panell de Star Trek Universe a la San Diego Comic-Con el juliol de 2022, donant un primer cop d'ull als membres del repartiment de "La nova generació" que tornaven amb uniforme. També es van publicar pòsters de personatges de Stewart, Ryan, Hurd i els actors de "La nova generació" que tornaven.
El 8 de setembre, Stewart, Ryan i Hurd van promocionar la sèrie en un esdeveniment "Star Trek Day" on es va anunciar la data d'estrena de la temporada i es va revelar un nou tràiler que presentava l'USS Titan. Un mes després, a la New York Comic Con, es va promocionar la temporada. durant un panell de l'Univers "Star Trek" amb Stewart, Sirtis, McFadden, Dorn, Burton, Frakes, Spiner i els productors executius Matalas, Roddenberry i Kurtzman. Al panell es va publicar un nou tràiler que revelava el repartiment de Plummer com a dolent, així com els retorns de Lore i el professor Moriarty. James Whitbrook de Gizmodo va elogiar el tràiler per insinuar què passarà a la temporada més enllà dels retorns nostàlgics del repartiment de La nova generació en què es van centrar els teasers anteriors. Whitbrook va descriure el nou tràiler com a "absolutament boig", principalment per les revelacions de Lore i Moriarty. A Den of Geek, John Saavedra va dir que hi havia "molt a destacar" al tràiler i també va destacar aquests dos personatges. Samantha Coley a Collider va dir que el tràiler estava "ple d'acció, emoció i personatges nous i que tornen".
El 29 de gener de 2023, durant l'AFC Championship Game, es va publicar un tràiler final de la temporada. Va revelar la participació de Speleers i Stashwick. El disseny clau de la temporada també es va publicar en aquell moment. Ryan Britt de Inverse va dir que el tràiler "repetia" les revelacions dels tràilers anteriors. Va sentir que s'estava en joc més aviat d'una pel·lícula que d'una temporada normal de la televisió "Star Trek", i va dir que el final del tràiler, amb els personatges de "La nova generació" que tornen junts, semblava "trascendental". Ben F. Silverio a /Film va dir que el tràiler "il·lumina una mica la missió que reuneix aquest grup icònic", i Whitbrook va dir que la temporada semblava "apocalíptica". El 19 d'abril, abans que el final s'estrenés a Paramount+, els dos últims episodis es van projectar als cinemes IMAX de Los Angeles, Nova York, Phoenix, San Francisco, Seattle, Orlando, Atlanta, Dallas i Washington, D.C.

## Llançament

### Llançament en streaming i emissió
La temporada es va estrenar a Paramount+ als Estats Units el 16 de febrer de 2023 i va durar 10 episodis fins al 20 d'abril. Matalas va dir a l'agost de 2022 que la temporada estaria a punt per al seu llançament més tard aquell any i va intentar traslladar l'estrena al Nadal de 2022, però Paramount+ volia estrenar-la el 2023. Cada episodi de Picard va ser emès al Canadà per Bell Media el mateix dia que el llançament de Paramount+, als canals especialitzats CTV Sci-Fi Channel (anglès) i Z (francès) abans de ser transmès en streaming a Crave. Amazon Prime Video va publicar cada episodi en un termini de 24 hores després del seu debut als Estats Units en més de 200 països i territoris d'arreu del món.
El febrer de 2023, Paramount va fer un nou acord amb Prime Video pels drets de transmissió internacional de la sèrie. Això va permetre que la temporada es transmetés en streaming a Paramount+ en alguns altres països, en un termini de 24 hores després del debut de cada episodi als Estats Units, juntament amb el seu llançament a Prime Video. Les dues primeres temporades també es van afegir a Paramount+ internacionalment, a més de romandre a Prime Video. L'agost de 2023, el contingut de "Star Trek" es va eliminar de Crave i la temporada va començar a transmetre's en streaming al Canadà a Paramount+. La sèrie continuaria emetent-se a CTV Sci-Fi i estaria disponible a CTV.ca i a l'aplicació CTV.

### Mitjans domèstics
La temporada es va estrenar en format DVD, Blu-Ray i Steelbook d'edició limitada als Estats Units el 5 de setembre de 2023. El llançament inclou els 10 episodis, així com més de dues hores i mitja de contingut especial, incloent-hi escenes eliminades, un recull de bromes, comentaris d'àudio, un debat amb el repartiment i l'equip, el metratge en brut de l'escena final del pòquer i vídeos entre bastidors sobre el repartiment de "La nova generació", reconstruint el plató d'"Enterprise"-D i Vadic. També es va estrenar el 5 de setembre una caixa amb la sèrie completa i més de set hores de contingut especial. Ambdues edicions incloïen una antiga versió d'una presa d'efectes visuals del final, amb l'"Enterprise"-D volant cap a la Terra, que s'havia actualitzat a Paramount+ poc després de l'estrena de l'episodi per utilitzar una versió "millorada" creada per a les projeccions cinematogràfiques del final. Després que els fans i els periodistes ho assenyalessin, Paramount va dir que la versió actualitzada de la presa d'efectes s'utilitzaria per a futurs llançaments de mitjans domèstics. El 7 de novembre es va llançar un Blu-ray de 54 discs "Picard Legacy Collection" que inclou aquesta sèrie.

## Recepció

### Audiència
Eric Deggans de NPR va incloure la temporada a la seva llista de les sèries més esperades de principis del 2023, i el personal de Collider la va incloure a la seva llista de les sèries més esperades de tot l'any.
La temporada va ser inclosa entre els Nielson Top 10 Streaming Original Programs in the U.S. tres vegades, les setmanes del 13 al 19 de març, del 10 al 16 d'abril i del 17 al 23 d'abril de 2023.

### Resposta crítica
El lloc web agregador de ressenyes Rotten Tomatoes va informar d'una puntuació d'aprovació del 98% amb una qualificació mitjana de 8,6/10 basada en 100 ressenyes. El consens crític del lloc web diu: "Finalment, recuperant la banda, la temporada final de Picard va amb valentia on havia anat la generació anterior, i és encara millor per això". Metacritic, que utilitza una mitjana ponderada, va assignar una puntuació de 83 sobre 100 basada en les ressenyes de 16 crítics, cosa que indica un "aclamació universal".

### Reconeixements
Patrick Stewart i Gates McFadden van ser nomenats per TVLine "Intèrprets de la setmana" per a la setmana del 26 de febrer de 2023, per les seves actuacions a l'episodi "Seventeen Seconds". El lloc web es va centrar en l'escena en què Picard s'enfronta a Crusher sobre el seu fill, dient que Stewart "va fer alguns dels seus millors treballs com a Jean-Luc en aquells moments, i McFadden el va igualar ritme per ritme emocional... sondejant profunditats que les sèries de Trek poques vegades intenten assolir". El lloc web també va nomenar Amanda Plummer i Michelle Forbes com a mencions honorífiques per les seves actuacions a "Disengage" i "Imposters", respectivament. Van dir que Plummer era "deliciosament malvada com a Vadic" i el primer dolent memorable de la sèrie moderna Star Trek, mentre que Forbes era una "explosió impressionant del passat" que va deixar que el públic veiés "les dècades de dolor enterrades profundament dins de Ro" a les seves escenes amb Stewart.
El juny de 2023, Alan Sepinwall a Rolling Stone va nomenar la temporada com una de les millors sèries de l'any fins ara. Brady Langmann i Adrienne Westenfeld d' Esquire van fer el mateix un mes després. A finals d'any, la sèrie va ser nomenada a les llistes de les millors sèries de televisió del 2023 per The Salt Lake Tribune (1a), Den of Geek (10è), i Total Film (19è), així com per Collider i TheWrap en llistes sense classificar.
| Any  | Premi                                                               | Categoria                                                                                             | Nominat(s) | Resultat  | Ref.            |
| ---- | ------------------------------------------------------------------- | --- | --- | --------- | --------------- |
| 2023 | Astra TV Awards                                                     | Millor sèrie dramàtica en streaming                                                                   | Star Trek: Picard | Nominat   | [ 114 ] [ 115 ] |
| 2023 | Astra TV Awards                                                     | Millor actor en una sèrie dramàtica en streaming                                                      | Patrick Stewart | Nominat   | [ 114 ] [ 115 ] |
| 2023 | Astra TV Awards                                                     | Millor actor secundari en una sèrie dramàtica en streaming                                            | Brent Spiner | Nominat   | [ 114 ] [ 115 ] |
| 2023 | Astra TV Awards                                                     | Millor actriu secundària en una sèrie dramàtica en streaming                                          | Jeri Ryan | Guanyador | [ 114 ] [ 115 ] |
| 2023 | Astra TV Awards                                                     | Millor guió en una sèrie dramàtica en streaming                                                       | Terry Matalas (per "The Last Generation") | Guanyador | [ 114 ] [ 115 ] |
| 2023 | Astra TV Awards                                                     | Millor direcció en una sèrie dramàtica en streaming                                                   | Terry Matalas (per "The Last Generation") | Nominat   | [ 114 ] [ 115 ] |
| 2023 | Astra TV Awards                                                     | Millor actriu convidada en una sèrie dramàtica                                                        | Michelle Forbes | Nominat   | [ 114 ] [ 115 ] |
| 2023 | Premis de l'Associació Professional de Hollywood                    | So excepcional - Episodi o llargmetratge no cinematogràfic                                            | Matthew E. Taylor, Michael Schapiro, Todd Grace, Ed Carr III i Ian Shedd (per "The Last Generation")                                                   | Nominat   | [ 116 ]         |
| 2023 | Premis Emmy d'Arts Creatives Primetime                              | Millor maquillatge contemporani (no protètic)                                                         | Silvina Knight, Tanya Cookingham, Allyson Carey, Peter De Oliveira, Hanny Eisen i Kim Ayers (per "Võx")                                                | Nominat   | [ 117 ]         |
| 2023 | Premis Emmy d'Arts Creatives Primetime                              | Maquillatge protètic excepcional                                                                      | James Mackinnon, Hugo Villasenor, Bianca Appice, Kevin Wasner, Afton Storton, Kevin Haney, Neville Page i Vincent Van Dyke (per "The Last Generation") | Nominat   | [ 117 ]         |
| 2024 | Critics' Choice Super Awards                                        | Millor sèrie de ciència-ficció/fantasia, sèrie limitada o pel·lícula feta per a la televisió          | Star Trek: Picard | Nominat   | [ 118 ]         |
| 2024 | Critics' Choice Super Awards                                        | Millor actor en una sèrie de ciència-ficció/fantasia, sèrie limitada o pel·lícula de ciència-ficció   | Todd Stashwick | Nominat   | [ 118 ]         |
| 2024 | Critics' Choice Super Awards                                        | Millor actor en una sèrie de ciència-ficció/fantasia, sèrie limitada o pel·lícula de ciència-ficció   | Patrick Stewart | Nominat   | [ 118 ]         |
| 2024 | Critics' Choice Super Awards                                        | Millor actriu en una sèrie de ciència-ficció/fantasia, sèrie limitada o pel·lícula de ciència-ficció  | Jeri Ryan | Nominat   | [ 118 ]         |
| 2024 | Critics' Choice Super Awards                                        | Millor dolent d'una sèrie, sèrie limitada o pel·lícula de ciència-ficció                              | Amanda Plummer | Nominat   | [ 118 ]         |
| 2024 | Premis Golden Reel                                                  | Assoliment Destacat en Edició de So – Efectes de Format Llarg de Radiodifusió i Foley                 | Matthew E. Taylor, Michael Schapiro, Harry Cohen, Alex Pugh, Deron Street, John Sanacore, Clay Weber i Rick Owens (per "The Last Generation")          | Nominat   | [ 119 ]         |
| 2024 | ICG Publicists Awards                                               | Premi Maxwell Weinberg per a la Campanya de Publicitat Televisiva                                     | Star Trek: Picard | Nominat   | [ 120 ]         |
| 2024 | ICG Publicists Awards                                               | Television Showperson of the Year                                                                     | Patrick Stewart | Guanyador | [ 121 ]         |
| 2024 | Premis de l'Associació Internacional de Crítics de Música de Cinema | Composició de l'any                                                                                   | "Leaving Spacedock" (música de Stephen Barton i Frederik Wiedmann)                                                                                     | Nominat   | [ 122 ]         |
| 2024 | Premis de l'Associació Internacional de Crítics de Música de Cinema | Millor banda sonora original per a televisió                                                          | Star Trek: Picard (música de Stephen Barton i Frederik Wiedmann)                                                                                       | Nominat   | [ 122 ]         |
| 2024 | Premis del Sindicat de Maquilladors i Perruquers                    | Millors Efectes Especials de Maquillatge en una Sèrie de Televisió, Minisèrie o Sèrie de Nous Mitjans | James MacKinnon, Hugo Villasenor, Bianca Appice i Vincent Van Dyke                                                                                     | Nominat   | [ 123 ]         |
| 2024 | Premis Saturn                                                       | Millor sèrie de televisió de ciència-ficció                                                           | Star Trek: Picard | Guanyador | [ 124 ] [ 125 ] |
| 2024 | Premis Saturn                                                       | Millor actor en una sèrie de televisió                                                                | Patrick Stewart | Guanyador | [ 124 ] [ 125 ] |
| 2024 | Premis Saturn                                                       | Millor actor secundari en una sèrie de televisió                                                      | Jonathan Frakes | Guanyador | [ 124 ] [ 125 ] |
| 2024 | Premis Saturn                                                       | Millor actor secundari en una sèrie de televisió                                                      | Ed Speleers | Nominat   | [ 124 ] [ 125 ] |
| 2024 | Premis Saturn                                                       | Millor actor secundari en una sèrie de televisió                                                      | Todd Stashwick | Nominat   | [ 124 ] [ 125 ] |
| 2024 | Premis Saturn                                                       | Millor actriu secundària en una sèrie de televisió                                                    | Jeri Ryan | Guanyador | [ 124 ] [ 125 ] |
| 2024 | Premis Saturn                                                       | Millor estrella convidada en una sèrie de televisió                                                   | Amanda Plummer | Nominat   | [ 124 ] [ 125 ] |
| 2024 | Premis del Sindicat de Guionistes dels Estats Units                 | Drama episòdic                                                                                        | Terry Matalas (per "The Last Generation") | Nominat   | [ 126 ]         |